# Швыдкина, Татьяна Михайловна
Татьяна Михайловна Швыдкина (род. 8 мая 1990 года, Брянск) — российская легкоатлетка, специализирующаяся в прыжках с шестом. Серебряный призёр чемпионата России 2015 года. Мастер спорта России (2012).

## Биография
Родилась 8 мая 1990 года в Брянске.
Выступала за БО СШОР по легкой атлетике им. В. Д. Самотесова (Брянская область), СШОР по л/а Знаменских.
В 2012 году выполнила норматив мастера спорта.
В 2015 году стала серебряным призёром чемпионата России, а также заняла пятое место на Универсиаде в Кванджу.
В 2018 году IAAF отказала ей в допуске на международные турниры в нейтральном статусе.
В 2019 году завершила спортивную карьеру.
С января 2022 года работает тренером по ОФП в молодёжной и юношеских командах московского футбольного клуба «Динамо».

## Основные результаты

### Международные
| Год  | Соревнования | Место проведения          | Место | Результат |
| ---- | ------------ | ------------------------- | ----- | --------- |
| 2015 | Универсиада  | Кванджу, Республика Корея | 5     | 4,35 м    |

### Национальные
| Год  | Соревнования                 | Место проведения | Место | Результат |
| ---- | ---------------------------- | ---------------- | ----- | --------- |
| 2012 | Чемпионат России в помещении | Москва           | 13    | 3,90 м    |
| 2012 | Чемпионат России             | Чебоксары        | 12    | 3,80 м    |
| 2014 | Чемпионат России в помещении | Москва           | 6     | 4,40 м    |
| 2014 | Чемпионат России             | Казань           | 7     | 4,35 м    |
| 2015 | Чемпионат России в помещении | Москва           | 6     | 4,40 м    |
| 2015 | Чемпионат России             | Чебоксары        | 2     | 4,35 м    |
| 2016 | Чемпионат России             | Чебоксары        | 6     | 4,20 м    |
| 2017 | Чемпионат России в помещении | Москва           | 5     | 4,35 м    |
| 2017 | Чемпионат России             | Жуковский        | 5     | 4,30 м    |
| 2018 | Чемпионат России в помещении | Москва           | 5     | 4,45 м    |
| 2018 | Чемпионат России             | Казань           | 5     | 4,35 м    |
| 2019 | Чемпионат России в помещении | Москва           | 7     | 4,30 м    |
| 2019 | Чемпионат России             | Чебоксары        | 8     | 4,36 м    |